# 자치통감 권65～68, 172～175, 212, 213～214, 261～262, 283
자치통감 권65∼68, 172∼175, 212, 213∼214, 261∼262, 283(資治通鑑 卷六十五∼六十八, 一百七十二∼一百七十五, 二百十二, 二百十三∼二百十四, 二百六十一∼二百六十二, 二百八十三)은 충청북도 청주시 흥덕구 청주고인쇄박물관에 있는 조선시대(1436년)의 책이다. 2020년 3월 6일 충청북도의 유형문화재 제398호로 지정되었다.

## 지정 사유
중국 송나라 때 사마광(司馬光, 1019∼1086)이 1084년에 중국 주나라(BC 403)부터 959년까지 1,362년간의 중국 역사를 모두 294권으로 정리한 역사책이다.
1436년에 조선 세종의 명령으로 윤회(尹淮, 1380∼1436), 권제(權踶, 1387∼1445) 등이 집현전에서 교정하고 주석을 덧붙이거나 빼서 갑인자로 간행된 금속활자본으로 조선 전기 인쇄문화와 출판과정을 이해할 수 있는 귀중한 자료이다.

## 같이 보기
- 자치통감

## 참고 문헌
- 자치통감 권65～68, 172～175, 212, 213～214, 261～262, 283 - 국가유산청 국가유산포털